# Re dalle Lunghe Corna
Il Re dalle Lunghe Corna (in lingua originale, Horned King) è un personaggio immaginario del libro fantasy Il libro dei tre, della saga Le cronache di Prydain di Lloyd Alexander. Il personaggio è noto in Italia anche come Re Cornelius, nome che gli è stato dato nell'adattamento italiano del lungometraggio d'animazione Disney Taron e la pentola magica, tratto appunto da Il libro dei tre e dal suo seguito Il calderone nero.

## InIl Libro dei Tre
Il Re dalle Lunghe Corna è il comandante di un'armata al servizio di Arawn Signore della Morte, il mago oscuro e tiranno di Annuvin, che brama assoggettare la terra di Prydain. Il Re dalle Lunghe Corna è descritto come un guerriero dal fisico erculeo, che indossa un mantello di pelliccia rossa e copre il proprio volto con una maschera a forma di teschio, dalla quale si diramano due imponenti corna di cervo. Questa maschera, dalla quale deriva il suo nome di battaglia, serve a celare la sua vera identità. Sul vero nome del Re dalle Lunghe Corna infatti grava un pericoloso geis, che l'uomo tenta a tutti i costi di scongiurare.
All'inizio de Il libro dei tre, allorquando incombe l'invasione dell'armata guidata dal Re dalle Lunghe Corna, la scrofa magica Hen Wen d'improvviso scappa dalla cittadina di Caer Dallben, costringendo il protagonista Taran, "assistente-guardiano dei maiali", a mettersi alla sua ricerca. Vive diverse avventure e arriva a mettere le mani su una spada magica chiamata Dyrnwyn. Nei pressi di Caer Dathyl, la roccaforte del Sommo Re di Prydain, si imbatte nell'avanguardia dell'esercito del Re dalle Lunghe Corna. Il ragazzo prova ad affrontarlo brandendo la spada, ma la sua magia è troppo potente per lui e gli si rivolta contro. All'ultimo istante però il Re dalle Lunghe Corna viene folgorato e il suo esercito batte in ritirata. Il principe Gwydion, compagno d'avventura di Taran, trae in salvo il ragazzo e gli spiega di aver trovato la maialina Hen Wen, la quale, dotata del potere di un oracolo, era a conoscenza del vero nome del Re dalle Lunghe Corna, era scappata da Caer Dallben proprio perché il Re dalle Lunghe Corna la stava cercando ed infine era riuscita a comunicare il nome a Gwydion, che l'ha utilizzato per uccidere il nemico. Quale fosse questo nome però il principe non lo rivela.

## Versione Disney
Il Re dalle Lunghe Corna (reso come "Re Cornelius" nella versione italiana) appare come antagonista principale del film d'animazione Disney del 1985 Taron e la pentola magica, liberamente ispirato ai primi due libri della saga: Il libro dei tre e Il calderone nero. Qui tuttavia è molto diverso dalla sua controparte letteraria. Anziché un guerriero e generale mascherato, nel film è un lich, con il capo ridotto ad un teschio scarnificato, con orbite nere con pupille rosso fuoco e una coppia di corna naturalmente attaccate ad esso. Al suo servizio ha un coboldo di nome Rospus (Creeper nell'originale inglese), del tutto assente nei libri, sul quale è solito scaricare le sue ire.
Così come nel libro, nel film il Re Cornelius dà la caccia alla maialina Hen Wen (resa col nome di Ewy nella versione italiana), ma non per impedire che si scopra il suo nome, bensì per farsi rivelare dove è nascosto il Calderone Nero (la "pentola magica" nel doppiaggio italiano), un artefatto stregato che Cornelius pianifica di sfruttare per costituire un'armata di non-morti, per assoggettare la terra di Prydain. Impadronitosi del Calderone, il lich vi getta dei cadaveri di guerrieri e li anima, costituendo un'armata di non-morti. Ma Gurghi, uno degli amici del protagonista Taran, si getta spontaneamente nel Calderone, sacrificando la propria vita per spezzare il maleficio. Il Calderone Nero riassorbe tutta la sua magia maligna e anche il Re Cornelius ne finisce risucchiato e disintegrato, cercando fino all'ultimo di trascinare Taran con sé nella rovina. Gurghi verrà poi riportato in vita dalle tre streghe Orddu, Orwen e Orgoch (rese coi nomi Orchina, Orcona e Orvina nell'adattamento italiano), le originarie custodi del Calderone Nero.
Nella saga letteraria a sfruttare il Calderone Nero con rituali di negromanzia non è il Re dalle Lunghe Corna, bensì Arawn il Signore della Morte, antagonista principale della serie nonché superiore dello stesso Re dalle Lunghe Corna. Pure l'aspetto cupo della fortezza che nel film Disney è la sede del Re Cornelius, rimanda ad Annuvin, la roccaforte di Arawn nei libri.
Il Re Cornelius appare anche come ospite nella serie House of Mouse - Il Topoclub e fa parte del franchise dei Cattivi Disney.